# Alex O’Loughlin

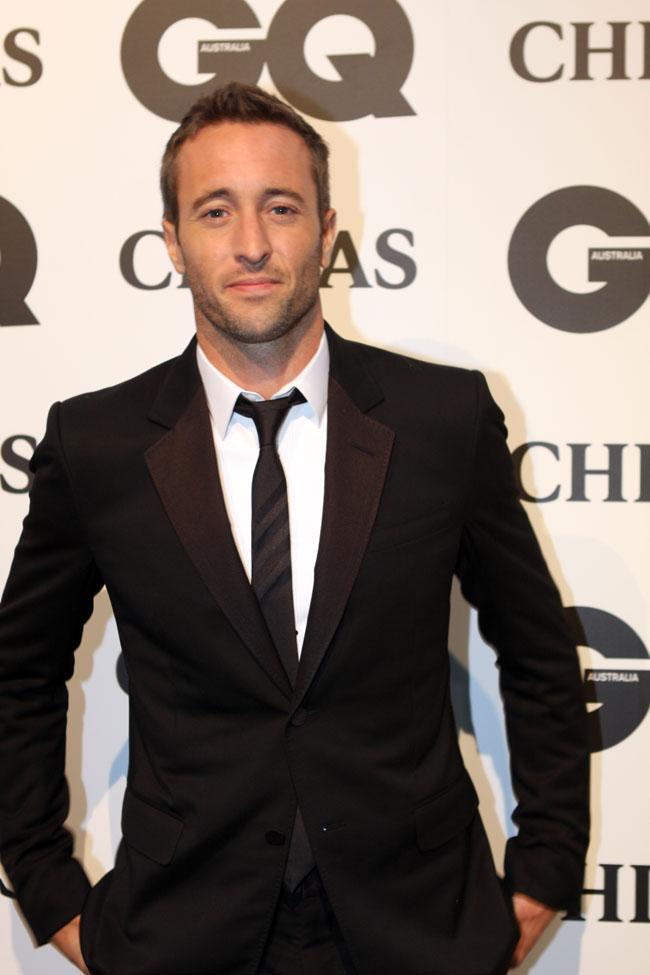
Alex O’Loughlin (2011)

Alex O’Loughlin (* 24. August 1976 in Canberra als Alexander O’Lachlan) ist ein australischer Schauspieler, der durch Auftritte in The Shield – Gesetz der Gewalt und Hauptrollen in den Serien Moonlight und Hawaii Five-0 größere Bekanntheit erlangt hat.

## Leben
Alex O’Loughlin arbeitet als Schauspieler für Film, Fernsehen und Theater. Er machte eine Ausbildung am National Institute of Dramatic Arts (NIDA) in Sydney und schloss 2002 mit einem Bachelor of Arts ab. 2003 übernahm er eine kleine Rolle in einer Episode der Fernsehserie White Collar Blue. In Oyster Farmer aus dem Jahr 2004 spielt er einen Mann, der als Austernfarmer anheuert, um die Medikamentenrechnungen für seine Schwester bezahlen zu können und daran fast zugrunde geht. Danach wirkte er in dem Fernsehfilm Black Jack: Sweet Science und kurz darauf im Horrorfilm The Man-Thing mit. Der Film basiert auf einem weniger bekannten Marvel-Comic. Sein nächstes Projekt war der Low-Budget-Thriller Feed, in dem er einen Serienmörder spielt, der seine Opfer zu Tode mästet.
Obwohl keiner dieser Filme große Erfolge verzeichnete, wurde O’Loughlin in Australien immer bekannter. Er spielte in Fernsehfilmen wie White Collar Blue (2002) und Love Bytes (2004). In der erfolgreichen australischen Showtime-Miniserie The Incredible Journey of Mary Bryant ergatterte er den Part des Will Bryant, den Ehemann der Hauptfigur. Die Serie handelt von den ersten britischen Häftlingen, die im späten 17. Jahrhundert nach Australien ausgesiedelt wurden. Für seine Darstellung wurde er für mehrere Filmpreise nominiert. Daneben spielte er immer wieder Theater, unter anderem in Jarrabin, Country Music oder Faust is Dead.
O’Loughlin sprach auch für die Rolle von James Bond vor, verlor den Part jedoch an Daniel Craig. Seinen Einstieg ins amerikanische Film- und Fernsehgeschäft gab er mit sieben Folgen als Nachfolger für den Polizisten Victor „Vic“ Mackey (Michael Chiklis) in der Serie The Shield – Gesetz der Gewalt.
Er bekam eine Rolle im Teenagerthriller Unsichtbar – Zwischen zwei Welten. Außerdem spielte er in Der Klang des Herzens den Bruder der Hauptfigur Jonathan Rhys Meyers. Mit Moonlight ging es zurück zum Fernsehen. Als Vampir, der eine Detektei betreibt, konnte er mit der 16 Folgen umfassenden Serie seinen bis dahin größten Erfolg in den USA verzeichnen. O’Loughlin spielte auch in vielen Werbefilmen mit, unter anderem für die Marken Libra Tampons und Toyota.
2009 folgte eine Hauptrolle in der amerikanischen Fernsehserie Three Rivers Medical Center, wo er dreizehn Folgen lang den Arzt Dr. Andy Yablonski spielte. Die Serie wurde wegen des geringen Erfolgs nach der ersten Staffel abgesetzt. Nach eigenen Angaben hatte O’Loughlin die Rolle angenommen, um über das Thema Organtransplantation aufzuklären. Im Mai 2010 war O’Loughlin an der Seite von Jennifer Lopez in der romantischen Komödie Plan B für die Liebe (The Back-up Plan) in den amerikanischen Kinos zu sehen. Die Dreharbeiten begannen im Mai 2009, deutscher Kinostart war am 13. Mai 2010.
Von 2010 bis 2020 spielte O’Loughlin in Hawaii Five-0, der Neuauflage von Hawaii Fünf-Null, die Hauptrolle des Steve McGarrett. Seit 2018 führte er auch bei drei Folgen Regie. Alex O’Loughlin entschied sich, seinen auslaufenden Vertrag für eine elfte Staffel nicht zu verlängern.
Alex O’Loughlin ist seit April 2014 mit dem Model Malia Jones verheiratet. Das Paar hat einen gemeinsamen Sohn (* 2012). Aus einer früheren Beziehung hat O’Loughlin einen weiteren Sohn.

## Filmografie (Auswahl)
- 2003: White Collar Blue (Fernsehserie, Folge 2x01)
- 2004: Oyster Farmer
- 2004: BlackJack – Sweet Science
- 2005: Marvel’s Man-Thing
- 2005: Feed
- 2005: Mary Bryant –  Flucht aus der Hölle (The Incredible Journey of Mary Bryant, Zweiteiler)
- 2007: Unsichtbar – Zwischen zwei Welten (The Invisible)
- 2007: The Shield – Gesetz der Gewalt (The Shield, Fernsehserie, 7 Folgen)
- 2007: Der Klang des Herzens (August Rush)
- 2007–2008: Moonlight (Fernsehserie, 16 Folgen)
- 2009: Whiteout
- 2009: Criminal Minds (Fernsehserie, Folge 4x22 Blinde Augen)
- 2009–2010: Three Rivers Medical Center (Three Rivers, Fernsehserie, 13 Folgen)
- 2010: Plan B für die Liebe (The Back-up Plan)
- 2010–2020: Hawaii Five-0 (Fernsehserie, 240 Folgen)